# Sulpicius I. von Bourges

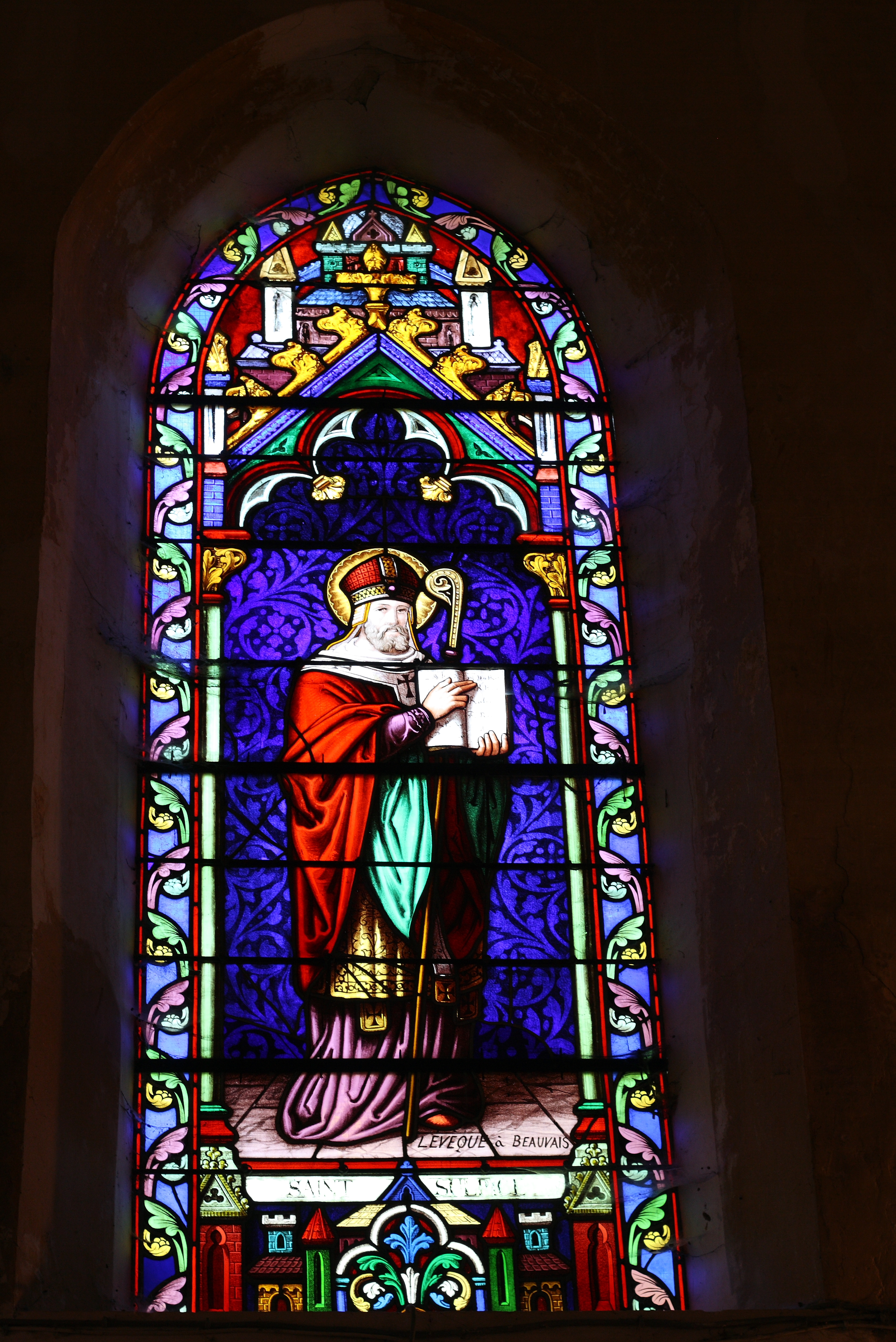
Sulpicius I. von Bourges, Fenster in der Kirche St-Sulpice in La Celle-sur-Morin

Der hl. Sulpicius I. von Bourges (auch Sulpicius I. Bituricensis) († 591), mit dem Beinamen Severus (der Strenge), war ab 584 Bischof von Bourges. Sein Gedenktag ist der 29. Januar.
Sulpicius I. war der Nachfolger des Bischofs Remigius. Der Chronist Gregor von Tours schrieb, Sulpicius sei von vornehmer Abstammung gewesen. Er habe sich als Redner und Dichter ausgezeichnet. Auf einer Synode in Clermont sei er zum Bischof ernannt worden. Im Jahr 584 wohnte Sulpicius der Synode von Mâcon bei. Nach seinem Tod wurde er in der Kirche Saint-Julien in Bourges bestattet, später wurden seine sterblichen Überreste in die dem hl. Ursinus von Bourges geweihte Kirche Saint-Ursin übertragen, von der heute in Bourges nur noch ein Portal erhalten ist.

## Patrozinien
- Katholische Pfarrkirche St-Sulpice in La Celle-sur-Morin im Département Seine-et-Marne (Frankreich)